# Presenting Cannonball
Presenting « Cannonball » est un album du saxophoniste de jazz Cannonball Adderley enregistré et édité en 1955.

## Historique
Cet album, enregistré par Rudy van Gelder, à son studio de Hackensack (New Jersey), a été publié par le label Savoy (MG 12018).

## Titres de l’album[1]
| No | Titre                  | Auteur                       | Durée |
| -- | ---------------------- | ---------------------------- | ----- |
| 1. | Spontaneous Combustion | Julian "Cannonball" Adderley |       |
| 2. | Still Talkin' to You   | Julian "Cannonball" Adderley |       |
| 3. | A Little Taste         | Julian "Cannonball" Adderley |       |
| 4. | Flamingo               | Julian "Cannonball" Adderley |       |
| 5. | Caribbean Cutie        | Grouya/Anderson              |       |

## Personnel
- Cannonball Adderley : saxophone alto
- Nat Adderley : cornet
- Hank Jones : piano
- Paul Chambers : contrebasse
- Kenny Clarke : batterie